# Tantric
Tantric ist eine US-amerikanische Rockband aus Louisville, Kentucky. Sie wurde 1999 von Todd Whitener, Jesse Vest, Matt Taul und Hugo Ferreira gegründet. Ihr selbstbetiteltes Debütalbum erschien im Jahr 2001 bei Madonnas Label Maverick Records. Im Jahr 2005 schied Vest aus der Band aus, um mehr Zeit mit seiner Familie zu verbringen. Zwei Jahre später folgten ihm Taul und Whitener, so dass Sänger Ferreira heute das einzig verbliebene Gründungsmitglied ist.

## Diskografie
Studioalben

| Jahr | Titel          | Höchstplatzierung, Gesamtwochen, AuszeichnungChartsChartplatzierungen (Jahr, Titel, Platzierungen, Wochen, Auszeichnungen, Anmerkungen) | Anmerkungen           |
| Jahr | Titel          | US | Anmerkungen           |
| ---- | -------------- | --- | --------------------- |
| 2001 | Tantric        | US71 Gold · (46 Wo.)US | Maverick Records      |
| 2004 | After We Go    | US56 (4 Wo.)US | Maverick Records      |
| 2008 | The End Begins | US91 (2 Wo.)US | Silent Majority Group |
| 2009 | Mind Control   | US101 (1 Wo.)US | Silent Majority Group |

Weitere Studioalben
- 2013: 37 Channels (Pavement Entertainment)
- 2014: Blue Room Archives (Pavement Entertainment)
- 2018: Mercury Retrograde (Pavement Entertainment)